# William J. Simmons
William Joseph Simmons (6 de Maio de 1880 – 18 de Maio de 1945) foi o fundador do segundo Ku Klux Klan na noite de Ação de Graças de 1915. Em agosto de 1925, 40 mil de seus membros marcharam em frente à Casa Branca.